# Casa della storia europea
La Casa della Storia europea è un museo di Bruxelles, nato su iniziativa del Parlamento europeo. Come istituzione culturale e centro espositivo, la Casa della Storia europea intende utilizzare tutti gli strumenti a disposizione per promuovere una migliore comprensione della storia e dell'integrazione europee attraverso una mostra permanente e mostre temporanee e itineranti, una collezione di oggetti e documenti rappresentativi della storia europea, programmi educativi, eventi culturali e pubblicazioni nonché un'ampia gamma di contenuti online. La Casa della storia europea è ubicata in prossimità delle istituzioni europee.

## Storia
L'idea di creare una Casa della Storia europea viene lanciata il 13 febbraio 2007 dal Hans-Gert Pöttering nel suo discorso inaugurale in veste di Presidente del Parlamento europeo. Uno degli obiettivi chiave della Casa della Storia europea è quello di "approfondire la conoscenza della propria storia tra gli europei di tutte le generazioni, in modo da contribuire a una migliore comprensione dello sviluppo dell'Europa di oggi e di domani". Nell'ottobre 2008, un comitato di esperti guidati dal prof. Hans Walter Hütter, Direttore della Casa della Storia della Repubblica federale di Germania, presenta una relazione sui fondamenti concettuali per una Casa della Storia europea, stabilendo il concetto generale e il contenuto del progetto e delineandone l'architettura istituzionale.
Nel giugno 2009, l'Ufficio di presidenza del Parlamento Europeo decide di destinare al futuro museo l'edificio che ospitava la clinica odontoiatrica Eastman e nel mese di luglio lancia un concorso internazionale di architettura. 
Il 31 marzo 2011 il gruppo composto da Chaix & Morel et Associés (FR), JSWD Architekten (Germania) e TPF (Belgio) viene scelto per la realizzazione dei lavori di ristrutturazione ed estensione dell'edificio. Assistita da un comitato scientifico che riunisce specialisti di fama internazionale presieduto dal prof. Włodzimierz Borodziej, in seno alla Direzione generale della Comunicazione del Parlamento europeo viene istituita un'équipe multidisciplinare di professionisti guidata dalla storica e curatrice Taja Vovk van Gaal, incaricata di elaborare il contenuto delle mostre e definire la struttura della futura istituzione.
Il museo è stato inaugurato il 6 maggio 2017 dal presidente del Parlamento europeo Antonio Tajani, alla presenza del suo predecessore (e presidente del consiglio direttivo della Casa) Hans-Gert Pöttering e di Wlodzimierz Borodziej (presidente del comitato accademico).

## L'esposizione

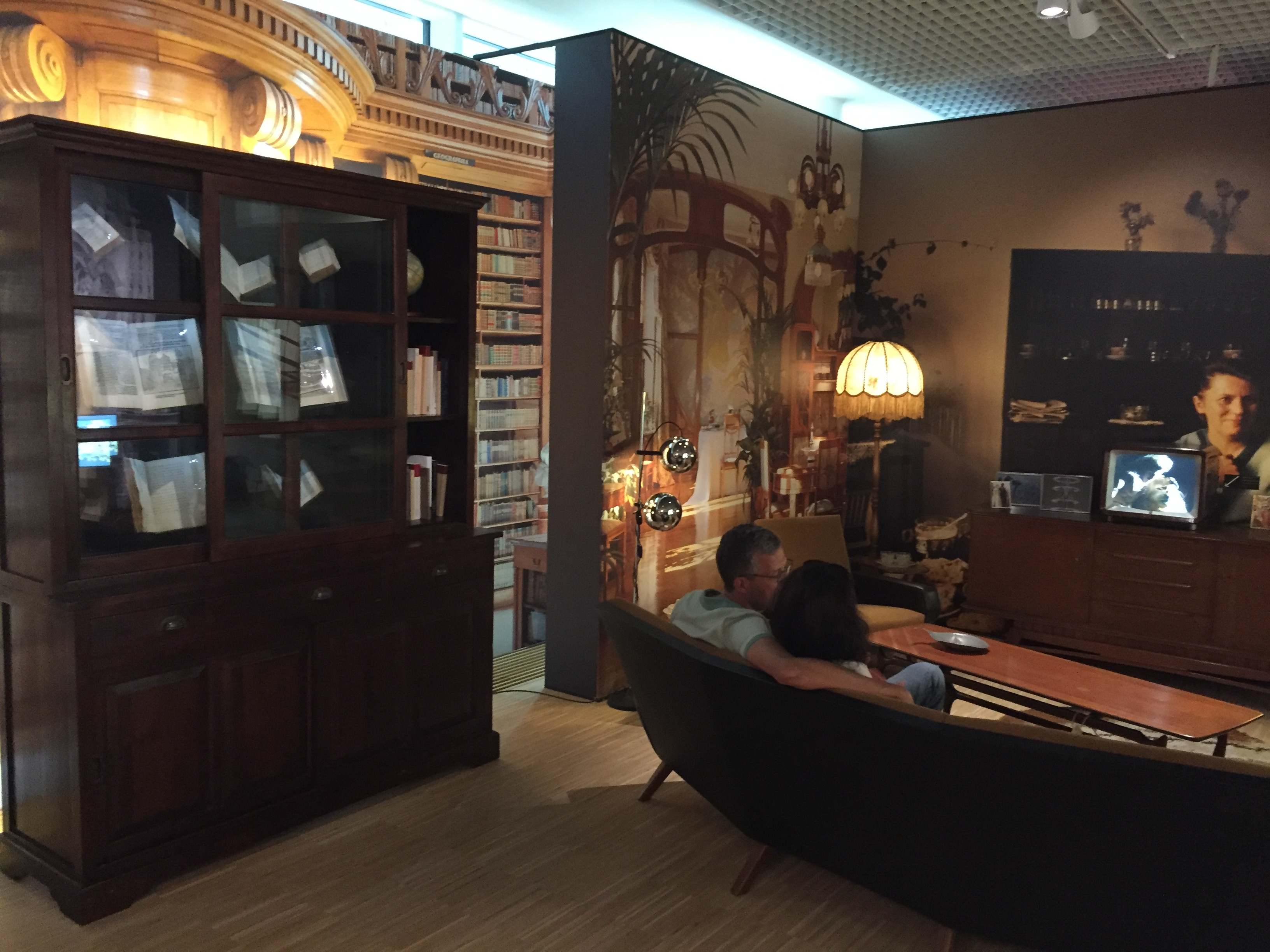
Esposizione temporanea il giorno dell'inaugurazione della Casa.

La Casa della Storia europea fornisce ai visitatori informazioni su processi ed eventi storici europei invitandoli a una riflessione critica sul significato di tali processi per il presente. È un centro espositivo, documentario e informativo che inserisce i processi e gli eventi in un più ampio contesto storico e critico, riunendo e giustapponendo le esperienze contrastanti degli europei nel corso della storia. La sua originalità risiede nello sforzo di trasmettere una panoramica transnazionale della storia europea, tenendo conto della diversità di quest'ultima e delle sue molteplici interpretazioni e percezioni. Mira a consentire a un vasto pubblico di comprendere la storia recente alla luce dei secoli precedenti che hanno plasmato idee e valori. In questo modo la Casa vuole facilitare la discussione e il dibattito sull'Europa e l'Unione europea.
Con una superficie di più o meno 4 000 m², la mostra permanente è il fulcro della Casa della Storia europea. Servendosi di oggetti e documenti dei più svariati media, offrirà un viaggio attraverso la storia d'Europa, principalmente quella del XX secolo, con retrospettive sugli sviluppi e gli eventi in precedenti periodi di particolare rilevanza per l'intero continente. In questo contesto, la storia dell'integrazione europea è esposta in tutta la sua unicità e complessità.
La Casa pone al centro il visitatore ed è aperta a tutti, conformemente alle politiche del Parlamento riguardanti l'accessibilità. A tal fine presenta i suoi contenuti principali nelle 24 lingue ufficiali dell'Unione europea. Il multilinguismo è inteso come espressione della diversità culturale in Europa e la Casa della Storia europea vuole che i suoi visitatori percepiscano l'offerta multilingue come una delle principali risorse dell'istituzione.
A dicembre 2012, in occasione della consegna del Premio Nobel per la Pace all'Unione Europea, è stato deciso che sia la medaglia che il diploma diverranno parte dell'esposizione permanente della Casa della storia europea, come primi oggetti della collezione.

## Ubicazione

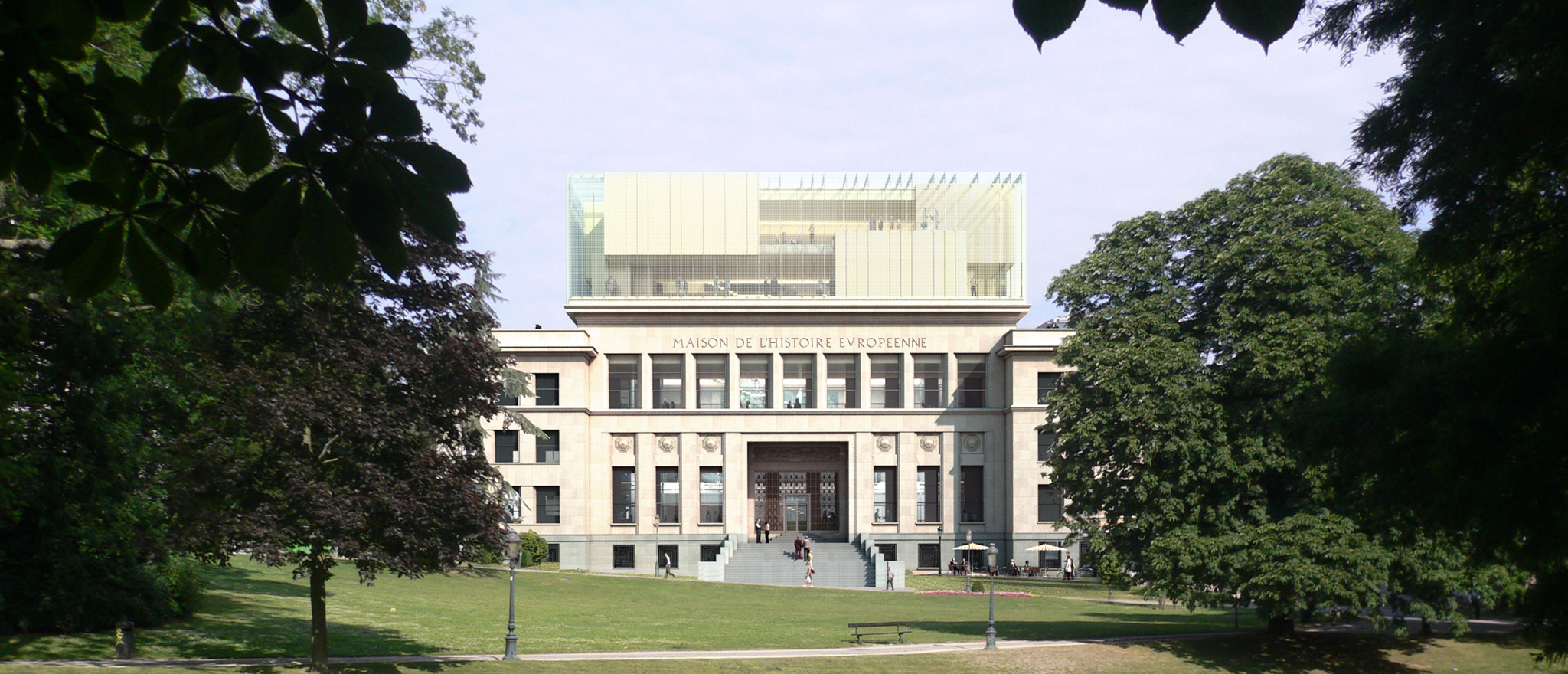
Rappresentazione della Casa della Storia europea nel contesto del Parco Leopoldo (2011)

L'edificio Eastman, originariamente progettato per ospitare una clinica odontoiatrica, deve il proprio nome a George Eastman, filantropo americano e inventore della macchina fotografica Kodak.  Le sue generose donazioni hanno permesso la creazione di centri odontoiatrici a New York, Londra, Roma, Parigi, Bruxelles e Stoccolma dedicati a fornire gratuitamente cure odontoiatriche a bambini disagiati.
Nel 1933, la Fondazione Eastman si è rivolta all'architetto svizzero Michel Polak, noto per il suo stile Art déco e in particolare per il famoso Résidence Palace di Bruxelles, per la progettazione del nuovo edificio.  Inaugurato nel 1935, l'edificio è interessante sia come opera di ingegneria che per i suoi elementi di Art déco.  In quella che era la sala d'attesa per i bambini c'è anche un gruppo di pitture murali di Camille Barthélémy rappresentanti favole di La Fontaine.
Il Parco Leopoldo, che contiene edifici storici quali l'Istituto Pasteur e la Biblioteca Solvay, è stato dichiarato bene culturale nel 1976.  Di per sé l'edificio Eastman non è incluso nell'elenco dei beni protetti.  La clinica odontoiatrica ha chiuso i battenti prima di convertirsi nel 1980 in spazio per uffici per le istituzioni europee.

## Costi previsti e finanziamenti
Fase di sviluppo 2011-2015: 31 milioni di euro per la ristrutturazione e l'ampliamento dell'edificio, 21,4 milioni di euro per le mostre permanenti e temporanee (15,4 milioni di euro per le attrezzature d'esposizione e altri spazi, 6 milioni di euro per il multilinguismo) e 3,75 milioni di euro per costituire la collezione.
I costi di sviluppo saranno a carico del Parlamento europeo ma i costi di funzionamento potrebbero essere cofinanziati dalla Commissione europea, il cui Presidente ha già manifestato la volontà di contribuire.

## Realizzazione e gestione del progetto
Nata per iniziativa del Parlamento europeo, la Casa della Storia europea mobilita diverse strutture ai fini della sua realizzazione istituzionale.
Il Consiglio direttivo, presieduto dall'ex Presidente del Parlamento europeo Hans-Gert Pöttering, è un organismo pluralistico composto da personalità politiche di rilievo, che riunisce diverse istituzioni europee e autorità di Bruxelles. In esso sono rappresentate le principali forze politiche e i principali organi del Parlamento. La sua funzione è la supervisione della gestione generale del progetto.
I membri che lo compongono sono Włodzimierz Borodziej, Étienne Davignon, Hans Walter Hütter, Miguel Angel Martínez, Gérard Onesta, Doris Pack, Chrysoula Paliadeli, Charles Picqué, Alain Lamassoure, Wojciech Roszkowski, Peter Sutherland, Androulla Vassiliou, Diana Wallis, e Francis Wurtz.
Il comitato accademico, presieduto dallo storico Włodzimierz Borodziej e composto da storici e professionisti di musei di fama internazionale, svolge un ruolo di controllo e consulenza su questioni di trascrizione storica e museografica. I membri che lo compongono sono Norman Davies, Hans-Walter Hütter, Matti Klinge, Miguel Angel Martínez, Anita Meinarte, Hélène Miard-Delacroix, Mary Michailidou, Hans-Gert Pöttering, Oliver Rathkolb, António Reis, Maria Schmidt, Jean-Pierre Verdier e Henk Wesseling.
Il gruppo accademico, guidato dalla storica e curatrice Taja Vovk van Gaal, ha l'incarico di preparare le mostre e strutturare
il museo. Dal mese di ottobre 2012 il gruppo è coadiuvato nei suoi compiti dal designer Arnaud Dechelle.